# Sakura no Sono
Sakura no Sono (яп. 櫻の園 Сакура но Соно, букв.«Вишнёвый сад») — манга, написанная и проиллюстрированная Акими Ёсидой. Публиковалась с 1985 по 1986 год в журнале LaLa издательства Hakusensha. Манга была адаптирована в киноверсии 1990 года режиссёром Сюном Накахарой. Ремейк этого фильма был выпущен в ноябре 2008 года. Премьера театральной постановки по мотивам манги состоялась в Токийском театре в 1994 году и в Круглом театре Аоямы в 2007 и 2009 годах.

## Сюжет
Театральный кружок академии Ока, школы для девочек, ставят пьесу «Вишнёвый сад», написанную Антоном Чеховым, к юбилею основания школы. Каждая глава произведения повествует о жизни одного из членов кружка во время их подготовки к спектаклю.

## Персонажи
Ацуко Накано (яп. 中野敦子 Накано Ацуко) — встречается с Синъити Сакатой, парнем из команды по регби, который занимается в другой школе. Её очень беспокоит развитие их отношений.
Норико Сугияма (яп. 杉山紀子 Сугияма Норико) — девушка, которая не хотела учиться в школе для девочек. Стала подругой Юко после того, как та пошла против других членов клуба, распространявших о ней слухи.
Юко Симидзу (яп. 志水由布子 Симидзу Ю:ко) — председатель драмкружка. Остальные члены считают её человеком, благодаря которому клуб может жить, и оттого всегда уважительно обращаются к ней. В детстве Юко дразнили и из-за этого она не любит мужчин.
Тиёко Курата (яп. 倉田知世子 Курата Тиёко) — близкая подруга Ацуко. Испытывает дискомфорт из-за своего роста и женственных качеств. Пользуется популярностью у девочек в школе, поскольку в прошлом году исполняла мужскую роль в постановке.
Синъити Саката (яп. 坂田シンイチ Саката Синъити) — парень Ацуко. Учится в другой школе и играет в регби.

## Медиа-издания

### Игровые фильмы
Манга была адаптирована в киноверсии 1990 года режиссёром Сюн Накахара (The Cherry Orchard). Ремейк фильма был анонсирован в 2007 году, им занимался тот же самый режиссёр. Фильм был выпущен в ноябре 2008 года. Сюжет его схож с оригинальной мангой: девочки школы традиционно празднует её день рождения, устраивая спектакль по Чехову. Однако руководство всерьёз думает о том, чтобы отменить спектакль, поскольку Норико, старшеклассница, была замечен курящей в кафе с ребятами из соперничающей школы.

### Театральные постановки
Две театральные адаптации манги были поставлены на сцене театров: в 1994 году в Токийском театре и в 2007 и 2009 годах в Круглом театре Аоямы.

## Критика
Джеймс Уэлкер, профессор Национального университета Иокогамы, считает, что манга «может быть включена в лесбийский канон манги». Юкари Фудзимото отмечает характер произведения, который обозначается понятием «эсу». Фильм 1990 года получил награду в номинации «Лучший фильм» на 15-м кинофестивале Hochi Film Award и на 12-м фестивале Yokohama Film Festival, а также был номинирован как лучший фильм на 14-й Премии Японской киноакадемии.